# Komarnica (Šavnik)
Pour les articles homonymes, voir Komarnica.
Komarnica (en serbe cyrillique : Комарница) est un village du centre-ouest du Monténégro, dans la municipalité de Šavnik.

## Démographie

### Évolution historique de la population
| 1948 | 1953 | 1961 | 1971 | 1981 | 1991 | 2003 |
| ---- | ---- | ---- | ---- | ---- | ---- | ---- |
| 284  | 317  | 293  | 224  | 128  | 98   | 66   |